# Maciej Paterski
Maciej Paterski (ur. 12 września 1986 w Krotoszynie) – polski kolarz szosowy. Medalista mistrzostw Polski.
Za zasługi dla polskiego kolarstwa, za znaczące osiągnięcia sportowe został odznaczony Brązowym Krzyżem Zasługi.

## Kariera sportowa
Starty rozpoczął w wyścigach MTB w klubie UKS Trójka Jarocin, a od 2007 kontynuował karierę na szosie w klubie KTK Kalisz. Był zawodnikiem włoskich grup półzawodowych US Basso Piave (2008) i Marchiol Pasta Montegrappa (2009). Od jesieni 2009 do 2013 był członkiem zawodowej grupy Liquigas-Cannondale. W jej barwach wystąpił trzykrotnie w Vuelta a España – 2010 – 77. miejsce w klasyfikacji generalnej, 2012 – 89. miejsce w klasyfikacji generalnej i 2013 – 54. miejsce w klasyfikacji generalnej, a także Tour de France (2011), zajmując w końcowej klasyfikacji 69. miejsce.
Jest brązowym medalistą mistrzostw Polski w wyścigu szosowym ze startu wspólnego (2011). Reprezentował Polskę na mistrzostwach świata, w 2007 zajął 27. miejsce w wyścigu szosowym w kategorii U-23, w 2008 zajął 18. miejsce w wyścigu szosowym w tej samej kategorii, w 2009 nie ukończył wyścigu szosowego ze startu wspólnego w kategorii seniorów, w 2011 w tej samej konkurencji zajął 38. miejsce. Na mistrzostwach świata w 2012 zajął 4. miejsce w drużynowej jeździe na czas (z drużyną Liquigas-Cannondale).
Dziewięciokrotnie startował w Tour de Pologne (2009 – 23 m., 2010 – 44 m., 2011 – 44 m., 2013 – 34 m., 2014 – 57 m., 2015 – 27 m., 2016 – 30 m., 2017 – 79 m., 2018 – 69 m.).
W sezonie 2015 odniósł pierwsze w karierze zwycięstwo w wyścigu zaliczanym do cyklu UCI World Tour (pierwszy etap Volta a Catalunya). Jest to pierwsze zwycięstwo najwyższej kategorii odniesione przez zawodnika polskiej drużyny zawodowej.

## Osiągnięcia
2007
- 2. miejsce w mistrzostwach Polski (do lat 23, start wspólny)

2008
- 3. miejsce w mistrzostwach Polski (do lat 23, jazda indywidualna na czas)

2011
- 3. miejsce w mistrzostwach Polski (start wspólny)

2013
- 3. miejsce w Gran Premio Industria e Commercio di Prato
- 19. miejsce w mistrzostwach świata (ze startu wspólnego)

2014
- 1. miejsce w Glava Tour of Norway
- 1. miejsce w Ślężańskim Mnichu
- 1. miejsce w klasyfikacji górskiej Tour de Pologne
- 1. miejsce w Memoriał im. Henryka Łasaka

2015
- 6. miejsce w Vuelta a Murcia
- 1. miejsce na 1. etapie Volta a Catalunya
- 2. miejsce w Hel van het Mergelland
- 9. miejsce w Amstel Gold Race
- 1. miejsce w Tour of Croatia
  - 1. miejsce na 3. etapie i 5. etapie
- 1. miejsce w klasyfikacji górskiej Tour de Pologne

2016
- 2. miejsce w Bałtyk-Karkonosze Tour
  - 1. miejsce na 6. etapie
- 6. miejsce w Bretagne Classic Ouest-France

2017
- 1. miejsce w Szlakiem Walk Majora Hubala
  - 1. miejsce na 1. etapie
- 1. miejsce w Małopolskim Wyścigu Górskim
  - 1. miejsce na 2. i 3. etapie
- 3. miejsce w Korona Kocich Gór
- 1. miejsce w Puchar Uzdrowisk Karpackich

2018
- 1. miejsce w Visegrad 4 Bicycle Race Grand Prix Slovakia
- 1. miejsce w Visegrad 4 Bicycle Race Grand Prix Poland
- 1. miejsce na 1. etapie Małopolskiego Wyścigu Górskiego
- 1. miejsce w Pucharze Uzdrowisk Karpackich
- 1. miejsce w Minsk Cup
- 1. miejsce w Raiffeisen Grand Prix

2019
- 1. miejsce na 3. etapie Circuit des Ardennes
- 2. miejsce w Visegrad 4 Bicycle Race Grand Prix Poland
- 2. miejsce w Memoriale Andrzeja Trochanowskiego
- 2. miejsce w Szlakiem Grodów Piastowskich
  - 1. miejsce w klasyfikacji punktowej
  - 1. miejsce na 2. i 3. etapie
- 1. miejsce w Szlakiem Walk Majora Hubala
  - 1. miejsce w klasyfikacji punktowej
  - 1. miejsce na etapach 2b i 3.
- 1. miejsce w Raiffeisen Grand Prix

2020
- 7. miejsce w mistrzostwach Europy (start wspólny)
- 2. miejsce w Bałtyk-Karkonosze Tour

2021
- 1. miejsce w klasyfikacji górskiej Tour de Hongrie
- 1. miejsce w mistrzostwach Polski (start wspólny)
- 1. miejsce w Szlakiem Grodów Piastowskich
  - 1. miejsce na 2. etapie

2022
- 1. miejsce w GP Adria Mobil
- 3. miejsce w Tour of Szeklerland
  - 1. miejsce na 3. etapie

## Starty w Wielkich Tourach
| Grand Tour | 2010 | 2011 | 2012 | 2013 | 2015 | 2016 | 2017 |
| ---------- | ---- | ---- | ---- | ---- | ---- | ---- | ---- |
| Giro       | -    | -    | -    | -    | 79.  | -    | 137. |
| Tour       | -    | 69.  | -    | -    | -    | -    | -    |
| Vuelta     | 77.  | -    | 89.  | 54.  | -    | -    | -    |

## Odznaczenie
Postanowieniem prezydenta Bronisława Komorowskiego z 16 października 2014 został odznaczony  Brązowym Krzyżem Zasługi za zasługi dla polskiego kolarstwa, za znaczące osiągnięcia sportowe.